# Kartitsch
Kartitsch (Cartizza in italiano) è un comune austriaco di 808 abitanti nel distretto di Lienz, in Tirolo. Si trova al limite occidentale della valle Gailtal.

## Monumenti e luoghi d'interesse

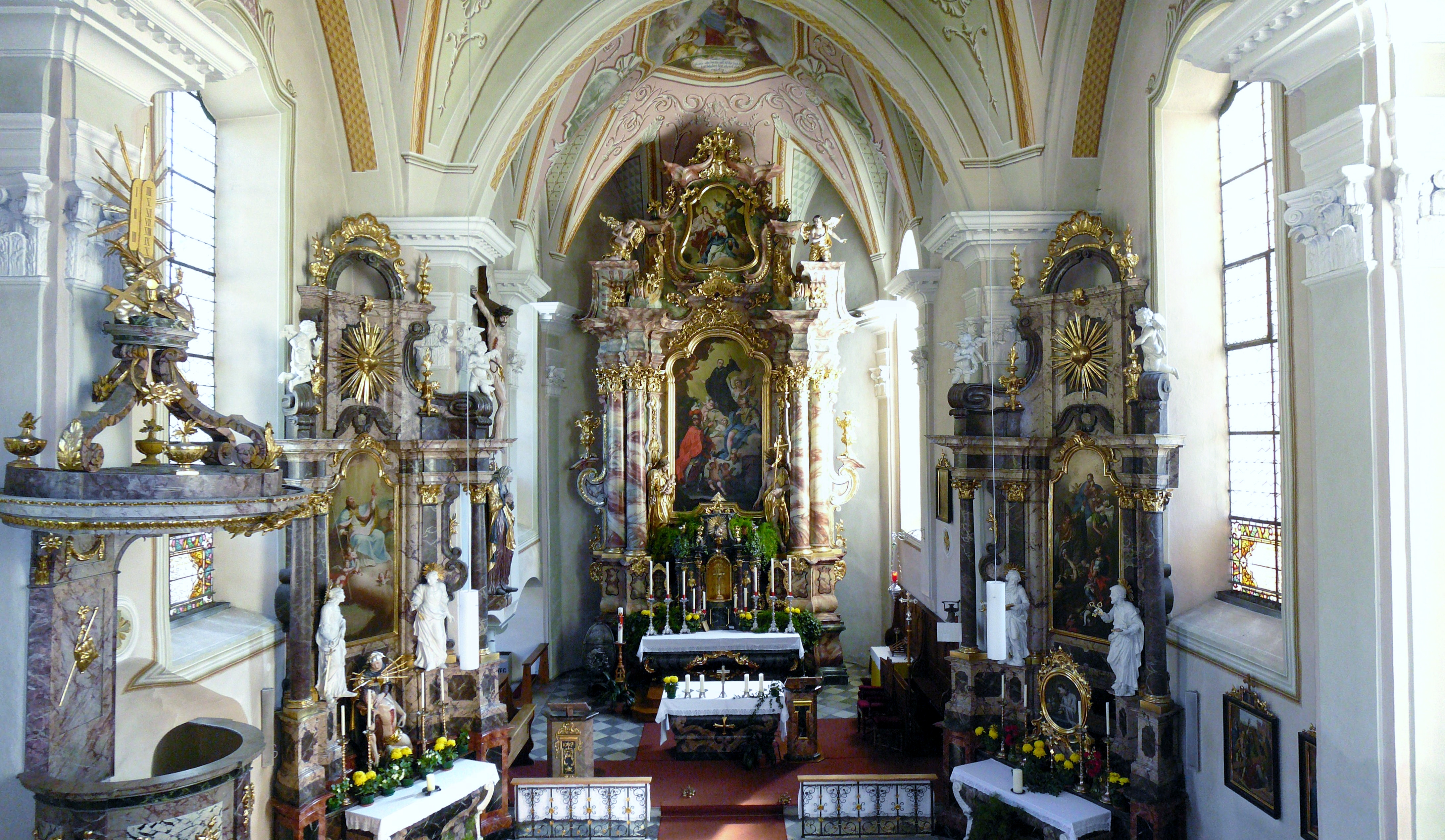
Interno della chiesa di San Leonardo

- Chiesa parrocchiale di San Leonardo (Pfarrkirche Sankt Leonhard), gotica, fu eretta nel 1479; l'altare maggiore risale invece al 1761-1763.
- Chiesa di Nostra Signora (Wallfahrtskirche zu Unserer Lieben Frau Mariahilf), costruita tra il 1680 e il 1685 in stile barocco, fu decorata dagli artisti Gallus Apeller e Georg Holzmeister[senza fonte].